# 65536
65536是一個在65535和65537之間的自然數。

## 性質
- 是最小而又剛好有17個因子的數字[1]
- 是超完全數令σ（σ(n）)=2n
- 阿克曼函數m = 4，n = 2時，阿克曼函數為265536 − 3。
- 是16次殆素數

## 天文領域
- 小行星65536是在1960年9月24日由C. J. van Houten和I. van Houten-Groeneveld與T. Gehrels一起發現的。

## 其他領域
- 在Microsoft Excel 2003中，最大資料列筆數是65536列[2][3]
- BMP圖像通常保存的顏色深度有2（1位）、16（4位）、256（8位）、65536（16位）和1670萬（16777216，24位）種顏色（其中位是表示每點所用的數據位）。
- TouchFLO硬體方面採用最低2.8英寸的65536色QVGA觸摸屏。
- Sony Ericsson P900的螢幕是3.1英寸208×320像素65536色TFT彩屏
- 16位元整數可以儲存{\displaystyle 2^{16}}（或65536）的不同的數值。
- FireStream當今最強大的電腦之一是IBM的藍色基因/L，它擁有65536個雙核心處理器，亦即是131072個處理核心，運算效能是367TFlops。